# Jihoaustralská umělecká galerie
Jihoaustralská umělecká galerie (Art Gallery of South Australia, zkratkou AGSA), založená jako Jihoaustralská národní galerie v roce 1881, je muzeum umění v australském Adelaide. Je to nejvýznamnější muzeum výtvarného umění ve státě Jižní Austrálie. Galerie má sbírku téměř 45 tisíc uměleckých děl, což z ní dělá druhou největší státní uměleckou sbírku v Austrálii (po Národní galerii Victoria). Je součástí kulturní čtvrti North Terrace a sousedí s Jihoaustralským muzeem na západě a Adelaidskou univerzitou na východě. 
Kromě stálé expozice, která je zvláště známá pro díla australského umění, pořádá galerie každoročně Festival současného umění Austrálců a obyvatel Torresova průlivu zvaný Tarnanthi. Také zde probíhá řada putovních výstav. Ve sbírkách jsou také dobře zastoupeny evropské, asijské a severoamerické umění.

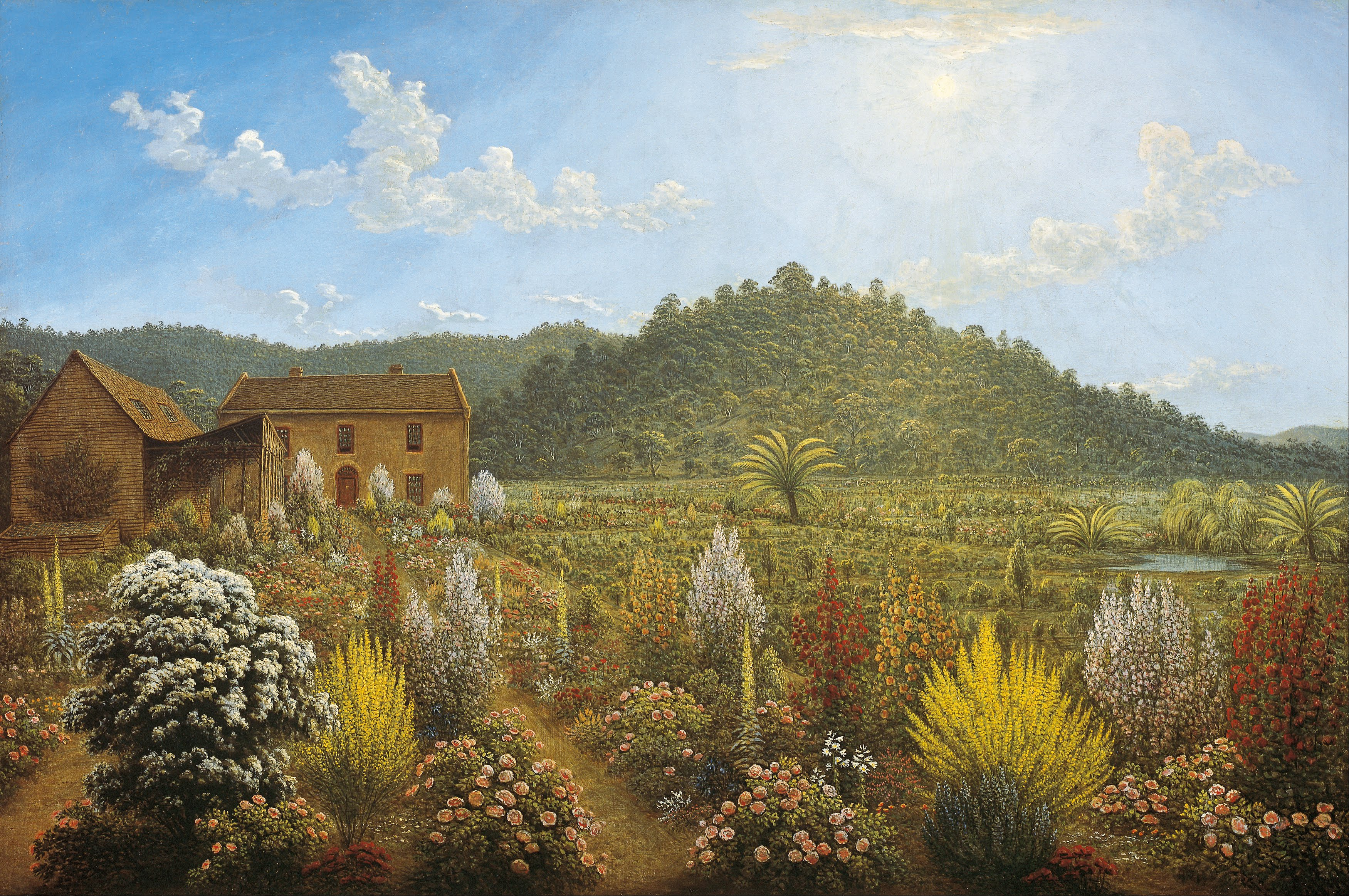
John Glover, Pohled na umělcův dům v Mills Plains, Van Diemen's Land, 1835
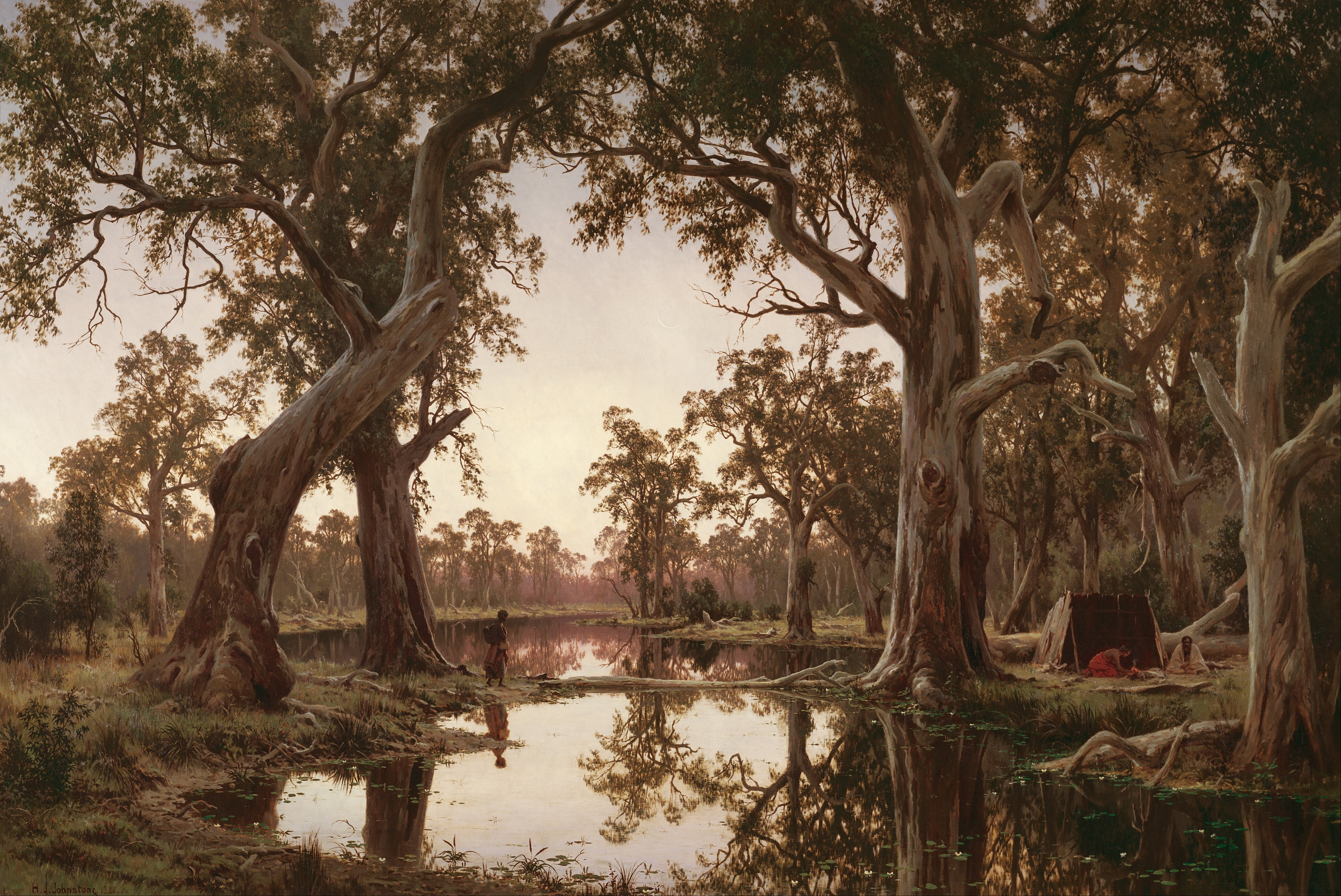
H. J. Johnstone, Večerní stíny, rameno řeky Murray, Jižní Austrálie, 1880
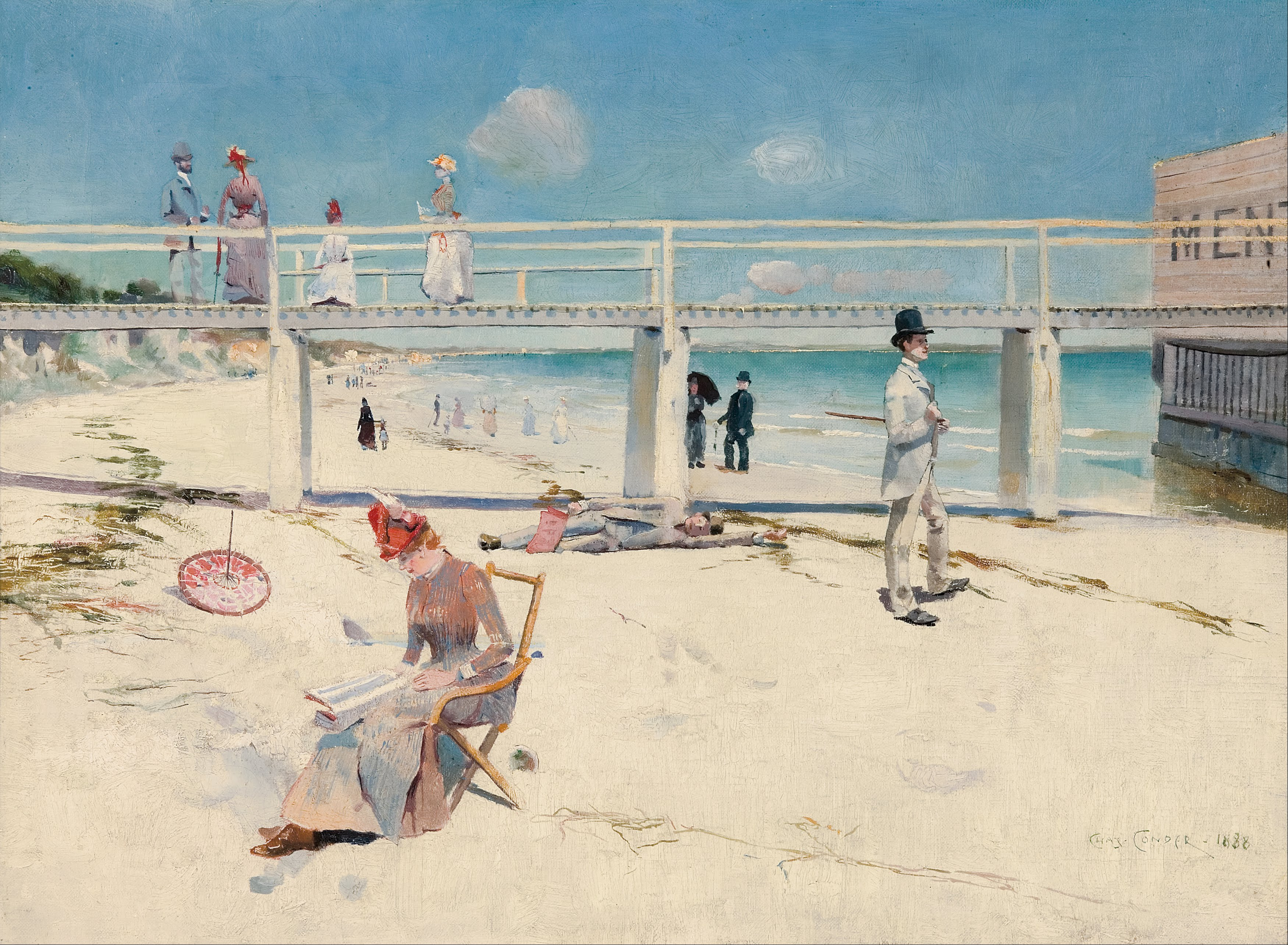
Charles Conder, Prázdniny v Mentone, 1888
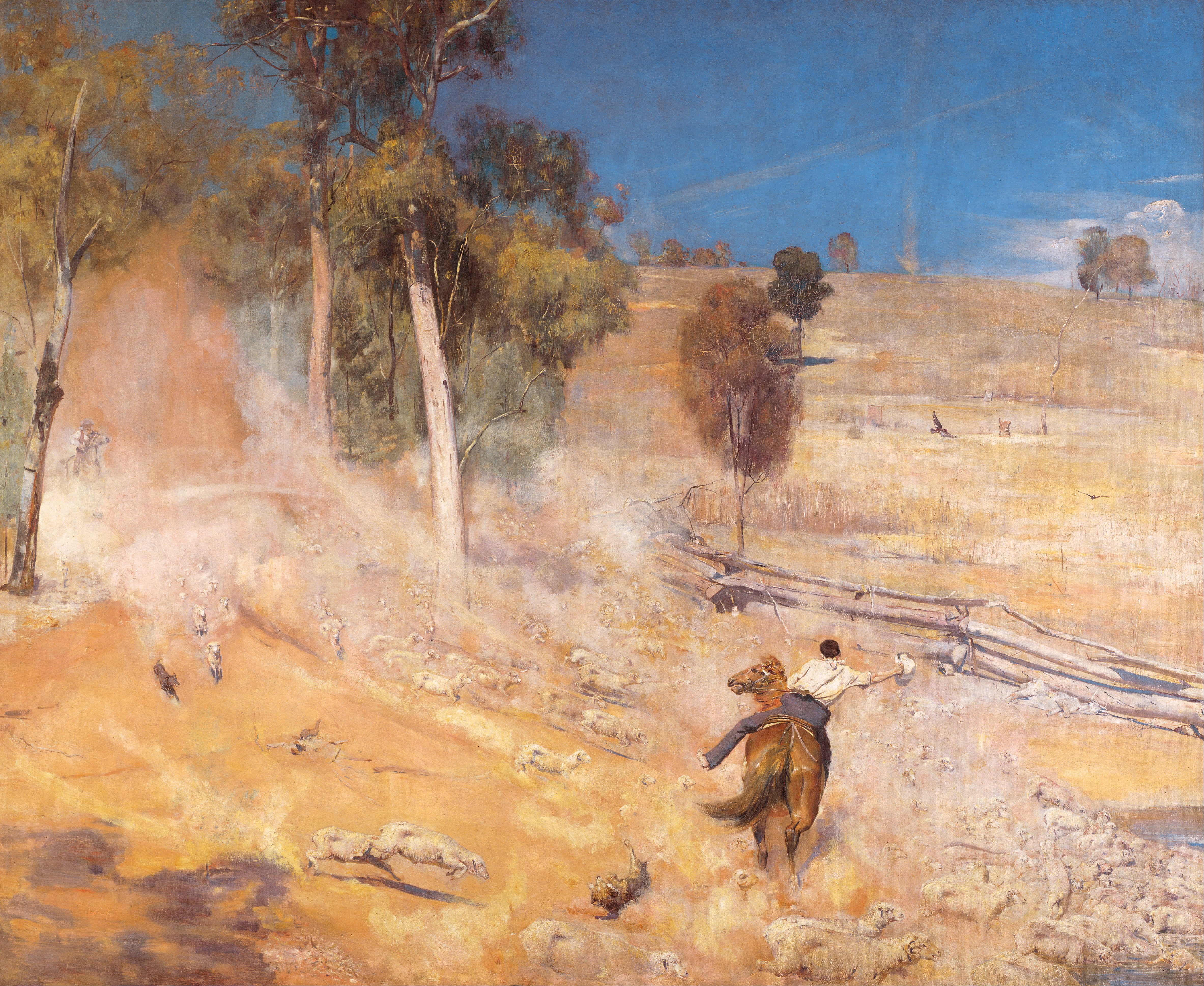
Tom Roberts, Zastavit stádo!, 1891
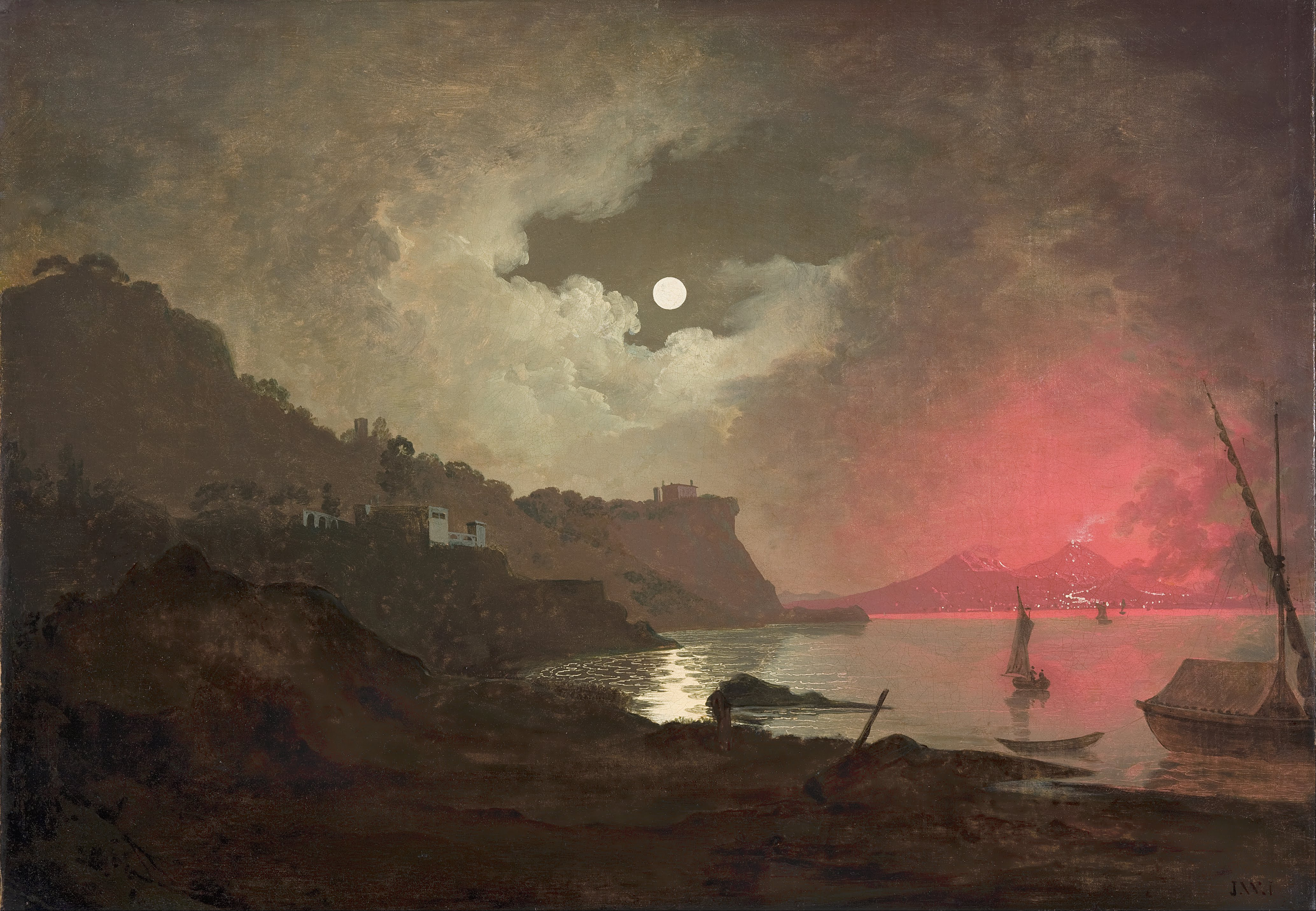
Joseph Wright of Derby, Pohled na Vesuv z Posillipa v Neapoli, okolo r. 1788
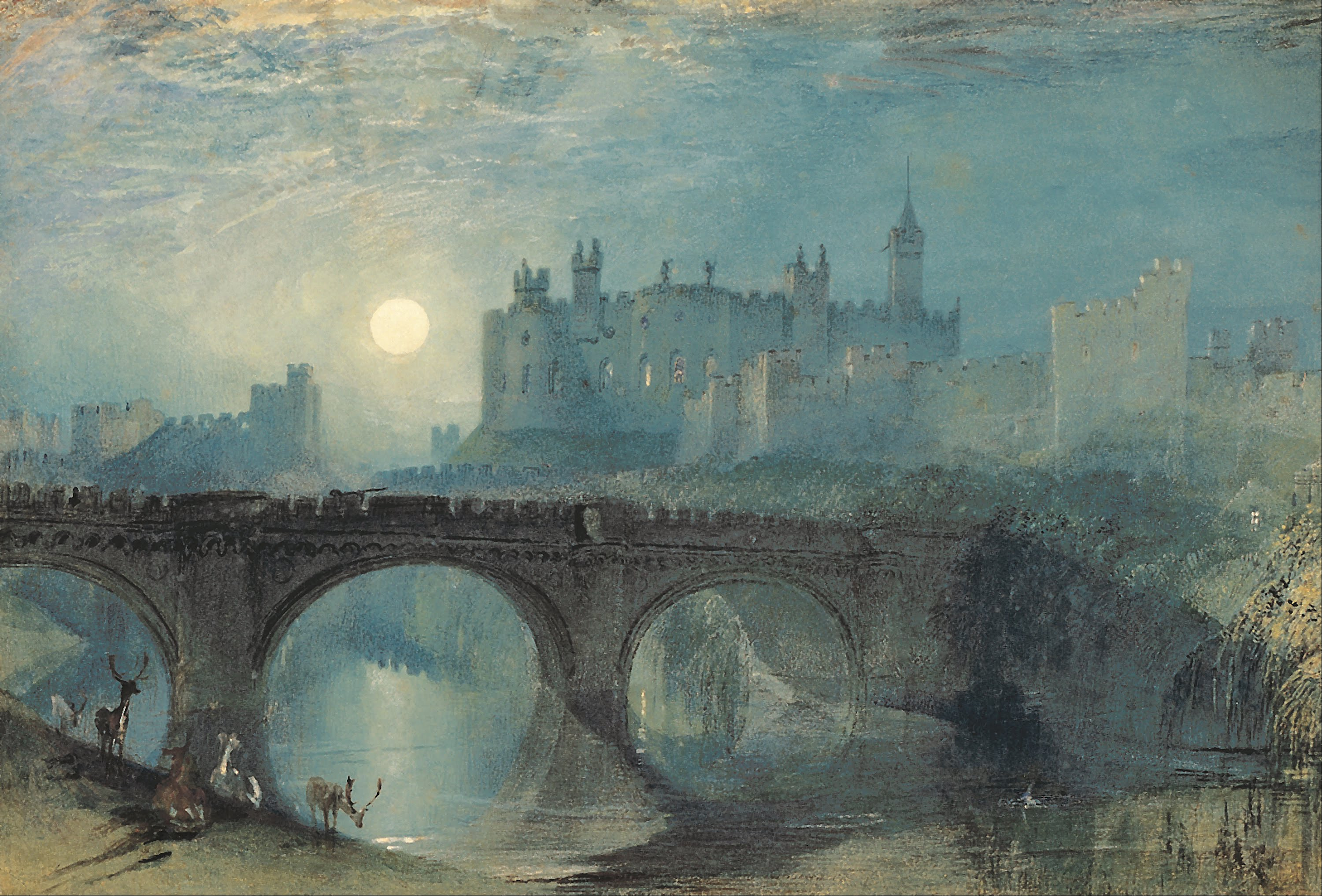
J. M. W. Turner, Hrad Alnwick, 1829
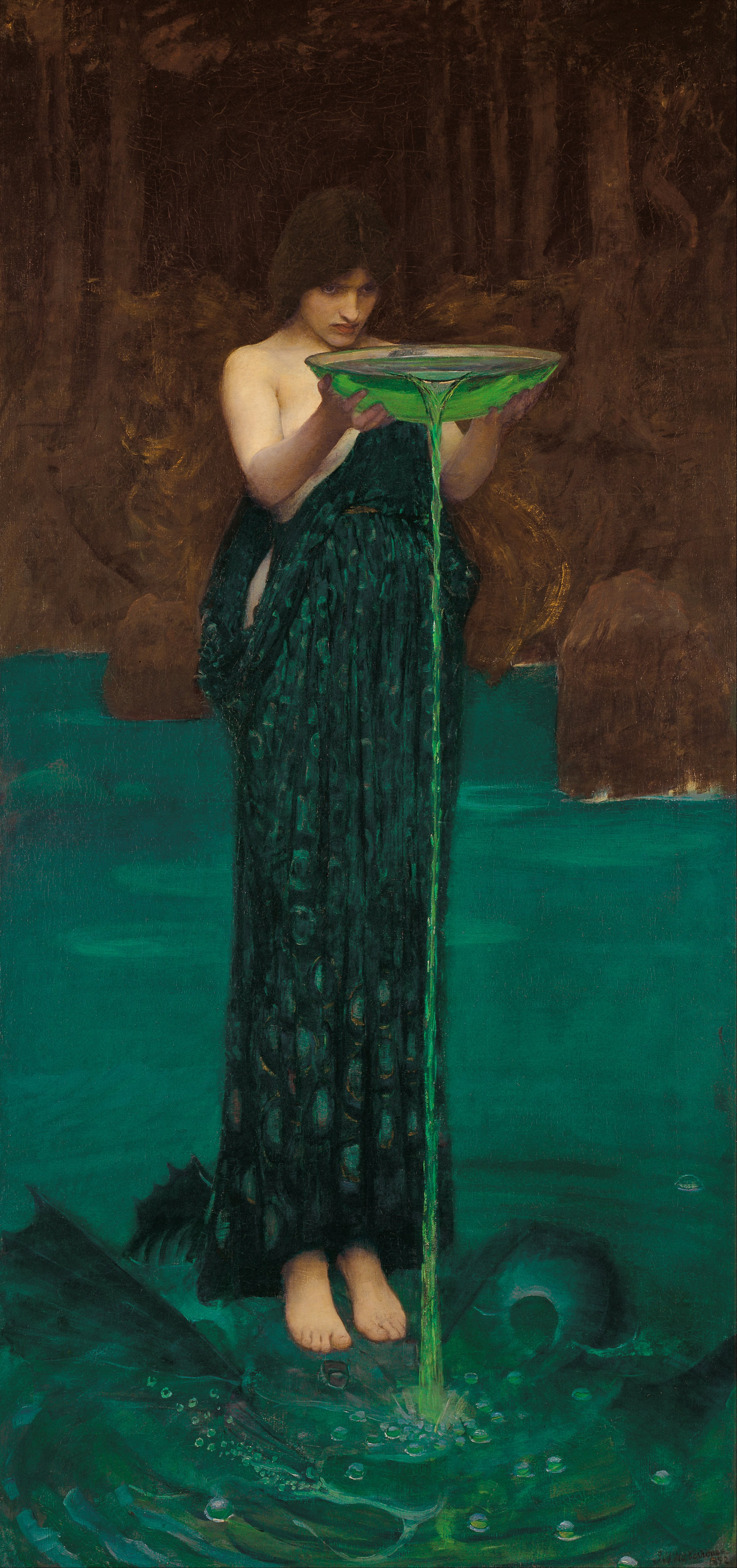
J. W. Waterhouse, Závistivá Kirké (Circe Invidiosa), 1892